# Batcova
La Batcova és una ubicació fictícia que apareix als còmics de DC Comics. És el cau secret i la seu subterrània de Batman. Va ser instal·lada en una xarxa de coves sota la seva residència personal, la Mansió Wayne.
Conté tota la parafernàlia d'alta tecnologia, ordinadors, diversos Batmòbils, diversos aparells i armes, així com records de les aventures passades de Batman. Als racons del lloc hi viu una gran colònia de ratpenats.

## Història en les publicacions
Originalment, només hi havia un túnel subterrani secret que connectava Wayne Manor amb un antic graner on es guardava el Batmòbil. Més tard, a Batman núm. 12 (data de portada agost - setembre de 1942), Bill Finger esmenta un "hangar subterrani secret". El 1943, els escriptors de la primera sèrie de pel·lícules curtes de Batman van donar al personatge un laboratori subterrani totalment equipat per lluitar contra el crim i el van presentar al segon capítol titulat «The Bat's Cave» (La cova dels ratpenats). L'entrada es fa per un passatge secret amagat darrere d'un vell rellotge amb ratpenats volant.
Bob Kane, que estava al plató, va mencionar aquests elements a Bill Finger, que seria l'escriptor principal del Batman Daily Strip. Finger va incloure amb el seu guió un article tècnic com els de Popular Mechanics que representa una secció detallada d'una secció d'hangar subterrani. Kane va utilitzar aquest article com a guia, afegint una oficina de disseny, laboratori, taller, cobert i garatge. Aquesta il·lustració apareix a la tira diària de Batman el 29 d'octubre de 1943 en una tira titulada «The Bat Cave!».
La Batcave fa el seu debut en còmics a Detective Comics núm. 83 de gener de 1944. Al llarg de les dècades, la caverna va créixer amb la popularitat del seu propietari, fins a incloure una sala de trofeus, un superordinador i un laboratori forense. Hi ha hagut poca coherència en la disposició de la Batcova o el seu contingut. El seu disseny va variar d'artista a artista, i és habitual veure un mateix artista dibuixant la cova de diferents maneres en diferents números.
No obstant això, no va ser fins al 1948 que va ser descrita com una cova natural.

## En altres mitjans

### Pel·lícules

#### Serials
La primera Batcova va passar a formar part del mite de Batman a la sèrie de 15 capítols The Batman de 1943, protagonitzada per Lewis Wilson com a Batman. En aquesta versió, com més endavant en els còmics, es tractava d'una petita cova amb un escriptori i una paret de pedra il·luminada per espelmes. Darrere de l'escriptori, es veu el símbol d'un gran ratpenat negre. La cova està connectada amb un laboratori científic. Els ratpenats van ser descrits com volant per la cova, encara que només eren visibles les seves ombres. Batman utilitza aquests ratpenats com a tècnica d'intimidació per enganyar l'enemic capturat perquè reveli informació. Una porta de ferro bloqueja la sortida per evitar que l'enemic fugi.
La Batcova també és present i molt més detallada a la sèrie de 1949 Batman and Robin, amb Robert Lowery en el paper del vigilant. En aquesta sèrie, hi ha arxivadors i el laboratori de ciències està construït a l'interior de la cova. La cova també conté la primera representació d'un batfon.
En ambdues sèries, s'accedeix a la cova per un passatge secret amagat per un rellotge alt de paret.

#### Pel·lícules de Burton/Schumacher
La cova apareix a la pel·lícula Batman de Tim Burton de 1989. Allotja el Batmòbil que està estacionat en una plataforma giratòria a la vora d'un gran avenc ple de canonades. El Batmòbil entra a la caverna per una porta en un penya-segat. Una palanca permet d'encendre els llums. També hi ha ratpenats volant a la cova. El Batordinador està en una plataforma metàl·lica. També hi ha un banc de treball, màquines no especificades i un gran cofre per a la disfressa de Batman.
La cova es torna a veure a El retorn de Batman (1992), i Bruce s'hi accedeix gràcies a un tobogan de tub que surt de la Mansió Wayne. L'entrada està oculta per una donzella de ferro i s'obre activant un petit botó amagat en una rèplica en miniatura de la Mansió Wayne al fons d'un aquari. Alfred també confirma, durant una simple observació, que hi ha una escala que condueix a la cova ("Crec que agafaré les escales"). La caverna és enorme i està ben il·luminada, i inclou un laboratori de ciències, un ordinador, màquines no especificades, un armari de disfresses, el Batmòbil i eines de reparació.
A la pel·lícula Batman Forever (1995) de Joel Schumacher, l'accés a la Batcova es fa a través de l'armari de plata de la Mansió Wayne, l'única habitació que es tanca amb clau. Les prestatgeries giratòries revelen una escala que baixa a la Batcova. Sembla ser un districte militar d'última generació. Hi trobem el Batordinador representat en forma de ratpenat, una volta on guarda els seus vestits de Batman, un laboratori d'alta tecnologia així com una plataforma giratòria per al Batmòbil. Més tard es veu que hi ha accés a la Batcova des de sota del seient de Bruce Wayne sota el seu escriptori a Wayne Enterprises.
En una de les escenes tallades de la pel·lícula, Bruce i Alfred van a la Batcova que va ser completament destruïda per Enigma. L'Alfred li mostra a Bruce un passatge i aquest descobreix el forat on va caure per primera vegada a la cova. La lluna il·lumina el llibre vermell del seu pare que també tenia quan va caure. Rellegeix el llibre i es diu a si mateix que és culpa seva, quan de sobte un ratpenat gegant apareix davant seu. I els dos es miren, aquest últim li recorda el seu compromís de ser vigilant de la nit. Després de sortir, l'Alfred l'anomena "Mestre Bruce", però ell respon a Alfred «No... Batman!».
A Batman i Robin (1997), la versió de la cova inclou una multitud de llums intermitents, la majoria de neó. En general, aquesta Batcova és similar a la de Batman Forever, només que té una decoració més cridanera. Hi ha una càpsula que conté la motocicleta Redbird de Robin i un llarg túnel il·luminat amb neó condueix fora de la cova. La plataforma giratòria que porta el batmòbil ha tornat però amb un aspecte més elaborat. Una àrea s'utilitza per emmagatzemar la disfressa de Batman i una altra per emmagatzemar la de Robin.

#### La trilogia de The Dark Knight
A Batman Begins (2005), la cova encara està buida i els únics objectes són una petita taula de treball i un espai d'emmagatzematge per als uniformes i accessoris de Batman, una àrea mèdica i el Batmòbil. L'entrada i la sortida del Batmòbil és un forat en un penya-segat, amagat per una cascada. Alfred revela a Bruce que durant la Guerra Civil, els Wayne van utilitzar el vast sistema de coves com a part del ferrocarril subterrani: després d'haver accedit a la cova fent ràpel a través d'un antic pou (el mateix en què va caure en Bruce de petit), descobreixen un vell ascensor que data de la Guerra Civil i el mecanisme del qual encara funciona i condueix a una entrada amagada a la Mansió. S'accedeix a aquest ascensor tocant tres notes en un piano. Al final de la pel·lícula, quan Bruce parla amb Alfred sobre la reconstrucció de la part cremada de Wayne Manor, Alfred suggereix que "millorin els fonaments", implicant la millora i l'equipament de la cova mentre reconstrueixen la mansió.
Christopher Nolan va basar gran part de la producció a Anglaterra, concretament als Shepperton Studios. S'hi va construir un conjunt de batcoves que mesurava 76 m de llarg, 37 m d'ample i 12 m d'alçària. Nathan Crowley, el dissenyador de producció, va instal·lar dotze bombes per crear una cascada de 55.000 litres, i va construir les parets utilitzant motlles de cavernes reals.
Mentre Wayne Manor encara s'està reconstruint a The Dark Knight (2008), la base d'operacions de Batman es va traslladar a un gran búnquer sota una drassana. L'accés es fa mitjançant un contenidor que allotja un ascensor hidràulic secret. El "Batbunker" també conté una gàbia de malla de filferro per a l'uniforme, amb armes i eines associades, la caixa d'eines i peces de recanvi per al Batmòbil. A diferència de la Batcova, la gran sala de forma rectangular està molt il·luminada per fileres de llums fluorescents. Les zones d'emmagatzematge d'equips es troben al terra i a l'interior de les parets donant a l'habitació un aspecte molt buit, a excepció del gran sistema informàtic i de nombroses pantalles que revesteixen un extrem de l'habitació. A més, l'habitació està equipada amb forns que l'Alfred utilitza per cremar documents després que Bruce decideixi deixar-ho.
La Batcave reapareix a El cavaller fosc: la llegenda reneix (2012) totalment funcional. Per accedir-hi, s'utilitza el mateix sistema que a Batman Begins, tocar tres notes al piano ara revela un modern ascensor que porta el passatger directament a la cova. La nova incorporació a la cova és el "Bat", un avió blindat construït per la Divisió de Ciències Aplicades de Wayne Enterprises i un Batordinador, així com nombroses pistes d'aterratge. S'han inclòs característiques addicionals perquè es puguin submergir els ponts utilitzats per accedir als diferents trams, així com les andanes com a mesures de seguretat en cas que una persona no autoritzada entri a la cova. Un cop tot està submergit, l'únic objecte visible és el terminal Batordinador al qual només es pot accedir mitjançant les empremtes dactilars de Bruce o Alfred i un codi d'accés. També apareix la cova del Cavaller Fosc. Conté armes, equipament i un uniforme de recanvi. Després que Bruce Wayne sigui declarat legalment mort, el seu testament es modifica perquè John Blake hereti les coordenades GPS que el porten a la Batcova.

#### Univers estès de DC

##### Batman vs Superman: Dawn of Justice(2016)
En aquesta versió, la Batcova no es troba directament sota Wayne Manor, sinó que es troba al bosc que envolta la mansió. Bruce descobreix la cova quan cau a un forat després de fugir durant el funeral dels seus pares. Després que Wayne Manor va ser destruïda per un incendi (la causa segueix sense determinar-se), Bruce i Alfred es van traslladar a una casa de vidre construïda sobre la Batcova, a la vora d'un llac. És a través del llac, seguint una carretera al nivell de l'aigua que hi pot accedir el Batmòbil o el Batplànol. L'ascensor que condueix a la casa es troba en una habitació que conté el vestit antic de Robin, aparentment un monument commemoratiu, mentre que el nivell superior conté el Batordinador i un taller on Bruce i Alfred poden treballar amb les diferents armes de Batman.
Durant la campanya de màrqueting de la pel·lícula, Google Street View permetia visitar la Batcova en 3D.

#### Lego Batman, la pel·lícula
La Batcova apareix a The Lego Batman Movie. Aquesta versió és molt més gran i conté moltes versions del Batmòbil, els vehicles amb temàtica Bat i els uniformes.
Està controlat pel Batcomputer que té una intel·ligència artificial i s'assembla a un HAL-9000, sobrenomenat Ordi', i que cada vegada li demana la contrasenya a Batman quan torna per la ruta secreta: "Iron Man és estúpid!".

### Televisió

#### Batman(1966)

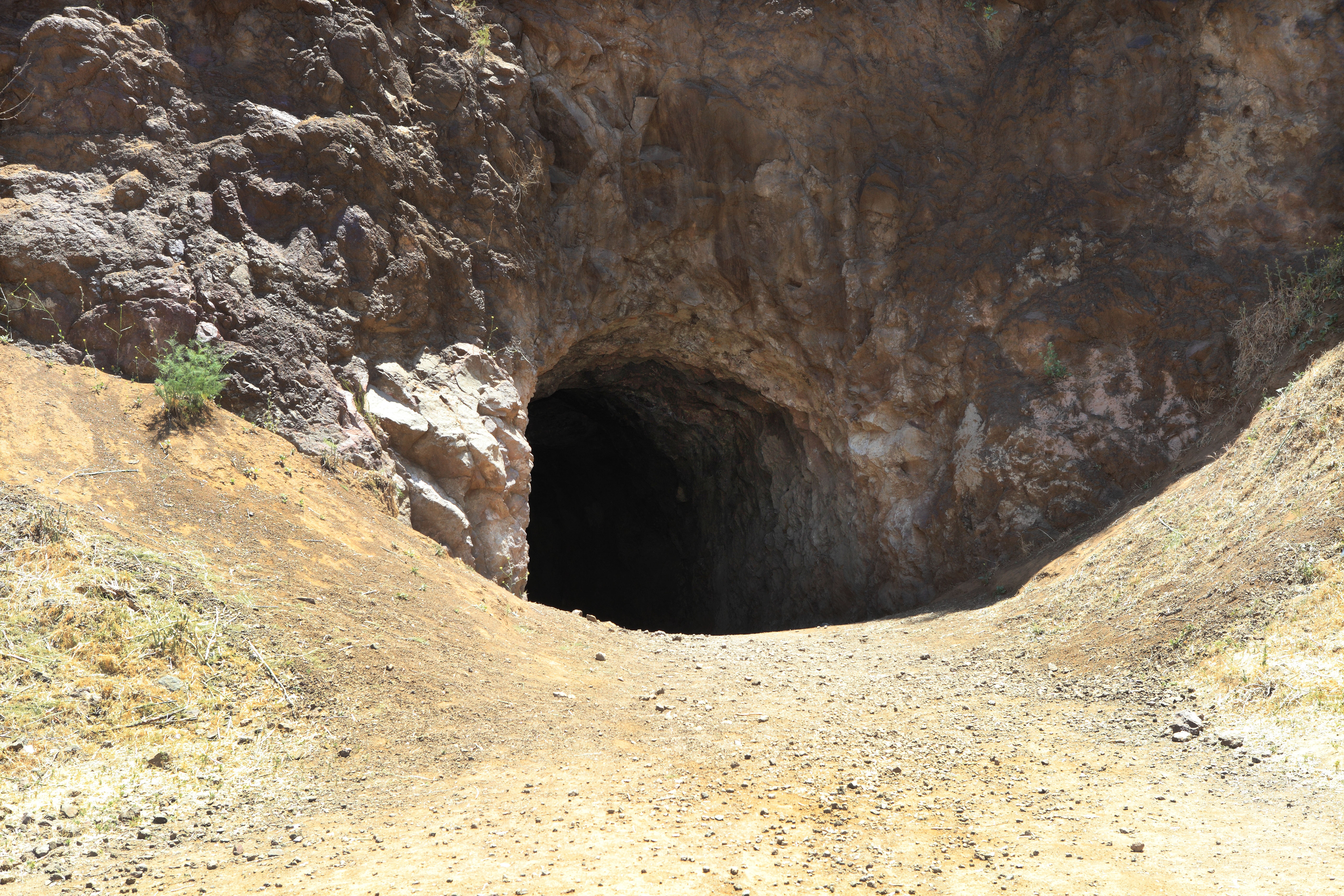
Sortida de la Batcova. Cova Bronson Canyon que va servir com a lloc de rodatge per a la sèrie Batman.

La sèrie de televisió dels anys 60 Batman presenta la Batcova de manera destacada i la representa com una gran caverna ben il·luminada que conté un generador atòmic, un laboratori de química, ordinadors amb targetes perforades i altres equips de lluita contra el crim, gairebé sempre amb la seva funció clarament destacada (nom i ús escrit íntegrament a la màquina). En aquesta versió, essencialment serveix com a laboratori i garatge per al Batmòbil. L'aspecte més famós d'aquesta Batcova és el seu accés des de Wayne Manor a través de dues Batperxes (una marcada amb BRUCE i l'altra DICK) que s'amaguen darrere d'una prestatgeria que s'obre quan es gira un botó amagat en un bust de Shakespeare. Quan Bruce i Dick llisquen pels pals, estan equipats a l'instant amb els seus vestits abans d'arribar al fons. No és clar com es posen les seves disfresses tan ràpidament. Les Batperxes també es poden utilitzar per aixecar Bruce i Dick des de la Batcova fins a la Mansió utilitzant la base dels pals com a "ascensor de vapor comprimit". També s'accedeix a la Batcova mitjançant un ascensor de servei que utilitza Alfred.
El conjunt de Batcova es va construir per a l'episodi pilot a l'estudi 16 de la propietat del segle xx. El novembre de 1965, després que el pilot s'hagués acabat de rodar, tot es va traslladar als Estudis Desilu-Culver, on es rodaria la sèrie. La Batcova mesurava 15 m  d'alçada i tots els seus components estaven en funcionament.
La cova real de la qual emergeix (i de vegades entra) el Batmòbil es troba en un lloc de rodatge conegut com Bronson Canyon, al Griffith Park, sota el cartell de Hollywood. De fet, és un túnel que l'equip artístic amaga parcialment sota el fullatge. L'escena es filma de costat per evitar veure l'altre extrem del túnel.

#### Sèries d'animació

##### Justice League(2001-2006)
A la sèrie d'animació de 2004 Justice League, membres de la Lliga es van refugiar a la Batcova durant la invasió Thanagarian. Més tard, s'enfronten a Hawkgirl a la cova i utilitzen el Batordinador per rastrejar els seus moviments. Quan la Batcova és assetjada pels Thanagarians, un d'ells intenta utilitzar el Mr. Freeze a Superman; Superman repel·leix l'atac amb la respiració i congela el soldat. Flash també deixa caure el cèntim gegant sobre alguns dels atacants ("Creu! Jo guanyo!"). En una escena humorística, assenyala el T-Rex i diu "És un dinosaure gegant!", fins al punt que Alfred declara "I vaig pensar que Batman era el detectiu". Es creu que la Lliga utilitzava la cova com a seu fins que es va construir la nova Torre de vigilància.

##### The Batman(2004-2008)
The Batman, la sèrie d'animació que va debutar el 2004, presenta una Batcova molt més d'alta tecnologia, completa amb un gran ordinador i llums blaves intermitents. Entre aquestes pantalles hi ha el "Bat-Wave", un senyal d'advertència, una altra manera de cridar el Croat a la Capa abans que el Batsenyal entri en ús. Com a ànima a l'antiga sèrie Adam West, la cova té 'Bat-poles' que permeten a Batman i Robin passar d'un nivell a un altre més ràpidament. També hi ha un sistema d'ascensor. A la sèrie apareix una sala de trofeus. Presenta records dels diferents episodis com el rellotge de sorra gegant de l'Esfinx i la carta de joguina gegant del Joker. La sèrie mostra que va ser Alfred Pennyworth qui va començar a crear aquest museu, amb l'esperança que algun dia seria útil si Gotham City acceptava Batman, igual que el Museu Flash.

##### Batman: The Brave and the Bold(2008-2011)
En Batman: The Brave and the Bold, la Batcova fa la seva primera aparició a l'episodi "Deep Cover for Batman!" quan Owlman ataca Batman al seu interior. En el següent episodi, "Game Over for Owlman!", Batman porta el Joker allà, amb el qual fa equip temporalment (El Joker accidentalment es ruixa amb gas adormit abans i després d'estar a la Batcova, cosa que li fa impossible saber on és la cova). També s'hi exposen un gran nombre de trofeus. L'entrada a aquesta Batcova es pot veure breument a l'episodi "The Color of Revenge!". S'assembla molt al de la sèrie de televisió Batman dels anys 60.